# Simulator de întâlniri
Simulatoarele de întâlniri (恋愛シミュレーションゲーム ren'ai shimyurēshon gēmu?) sunt un subgen al simulatoarelor cu elemente romantice. În timp ce simulatoarele de întâlniri împărtășesc o similiratitate vizuală cu romanele vizuale, acestea sunt genuri diferite. Simulatoarele de întâlniri sunt dependente pe statistici, în timp ce romanele vizuale povestesc o narațiune ramificată. Cu toate acestea, termenul „simulator de întâlniri” a devenit un termen generic pentru jocuri bazate pe romantism (恋愛ゲーム? ren'ai games) în Occident.
Simulatoarele de întâlniri sunt de obicei pline de dialog și se concentrează pe gestionarea timpului. Jucătorul trebuie să împrietenească, să construiască cu grijă și să mențină o relație cu unu sau mai multe personaje. Modul de joc este dependent pe statistici. Aceste jocuri de asemenea implică îmbunătățirea statisticilor care reflectă abilitatea jucătorului și pot fi combinate cu alte genuri. Serii precum Sakura Wars⁠(d) și Persona⁠(d) combină modul de joc al jocurilor de rol cu modul de joc al simulatoarelor de întâlniri.

## Istoric
Genul simulatoarelor de întâlniri este precedat de genul simulatoarelor de viață cel mai bine codificat de seria Princess Maker de la Gainax, care s-a concentrat mai degrabă pe creșterea copiilor decât pe întâlniri.
Primul joc care a creat standardul pentru simulatoarele de întâlniri a fost Dōkyūsei⁠(d) care s-a bazat mai mult pe evenimente programate decât alegerile făcute în dialog. Totuși, Tokimeki Memorial⁠(d) a popularizat cu adevărat simulatoarele de întâlniri în Japonia, în care jucătorul, un elev de liceu are abilitatea de a ieși cu mai multe fete. Scopul dezvoltatorilor a fost să readucă atmosfera zilelor de liceu. Directorul Konami, Akihiko Nagata, a declarat: „Persoana care a creat jocul și-a dorit să trăiască astfel de experiențe în perioada liceului său”. Jocul a avut un mare succes în Japonia, vânzând 1,1 milioane de exemplare până în 1996.
În general, jocurile video de simulare (precum Tokimeki Memorial) sau jocul asemenea unui simulator de tren, Densha de Go!, au fost mult mai populare în Japonia decât în America, care prefera mai mult jocuri video cu acțiune.
Jocuri precum Sakura Wars⁠(d) și Persona⁠(d) sunt jocuri de rol cu elemente de simulare de întâlniri.

## Caracteristici
Într-un simulator de întâlniri obișnuit, jucătorul controlează un protagonist masculin înconjurat de personaje feminine. Jocul implică conversații cu o selecție de fete, încercând să-și mărească „contorul iubirii” intern prin alegeri corecte de dialog. Jocul durează o perioadă fixă de timp, cum ar fi o lună sau trei ani. Când jocul se termină, jucătorul fie pierde jocul dacă nu a reușit să iasă cu vreuna dintre fete, fie „termină” una dintre fete, adesea făcând sex cu ea, căsătorindu-se cu ea (ca în Magical Date⁠(d)) și/sau realizarea iubire eternă. Acest lucru oferă jocurilor mai multă valoare de rejucare, deoarece jucătorul se poate concentra pe o altă fată de fiecare dată, încercând să obțină un final diferit.
Simulatoarele de întâlniri se învârt adesea aproape în întregime în jurul construirii relațiilor, de obicei prezentând interacțiuni complexe cu personaje și arbori de dialog ramificați și adesea prezentând răspunsurile posibile ale jucătorului cuvânt cu cuvânt așa cum le-ar spune personajul jucătorului. Simulatoarele de întâlniri, cum ar fi Tokimeki Memorial, și unele jocuri de rol cu mecanisme bazate pe relații similare cu genul, cum ar fi Persona⁠(d), oferă adesea opțiuni care au un număr diferit de „puncte de dispoziție” asociate care influențează relația personajului jucătorului și conversațiile viitoare cu un personaj nejucator. Aceste jocuri prezintă adesea un ciclu zi-noapte cu un sistem de planificare a timpului care oferă context și relevanță interacțiunilor cu personajele, permițând jucătorilor să aleagă când și dacă să interacționeze cu anumite personaje, ceea ce, la rândul său, le influențează răspunsurile în timpul conversațiilor ulterioare.
Deși majoritatea simulatoarelor de întâlniri sunt jocuri bishōjo, există și alte tipuri de jocuri. Jocurile în care personajul jucătorului este de sex feminin și personajele cu care vei avea relații de afecțiune sunt de sex masculin se numesc jocuri GxB sau jocuri otome. Relațiile homosexuale sunt posibile, existând jocuri cu relații între femei sau cu relații între bărbați.
Există multă varietate pe această temă: dragostea în liceu este cele mai des întâlnită, dar un simulator de întâlniri poate avea loc și într-o lume fantastică cu provocări precum a proteja o fată de monștri.
O serie de jocuri care include des tema de întâlniri, cu scopul de mariaj, este seria de simulatoare de fermă Harvest Moon⁠(d). Povestea secundară cu relații este centrată pe a alege unul/a din mai mulți băieți sau fete (depinde de sexul personajului jucătorului) și oferindu-le un cadou sau participând împreună la evenimentele din joc. Seria Star Ocean⁠(d) de jocuri de rol include elemente de simulator de întâlniri într-o manieră similară. 
Unele simulatoare de întâlniri japoneze le acordă jucătorilor posibilitatea de a avea relații romantice sau sexuale cu personaje adolescente. Cantitatea de conținut sexual variază de la joc la joc, dar pot include des contact sexual. Simulatoarele de întâlniri cu conținut explicit pot fi caracterizate ca jocuri eroge⁠(d). Eroge este lansat doar pe calculator deoarece marile companii japoneze nu doresc să lanseze jocuri cu conținut sexual pe propriile console de jocuri video. Din acest motiv, companiile respective creează o versiune cenzurată (15+) a jocului original de pe calculator pentru console. Versiunile cenzurate deobicei includ finaluri și scene în plus pentru a compensa absența scenelor sexuale. 
Aceste jocuri de asemenea implică îmbunătățirea statisticilor care reflectă abilitatea jucătorului și pot fi combinate cu alte genuri. Serii precum Sakura Wars și Persona combină modul de joc al jocurilor de rol cu modul de joc al simulatoarelor de întâlniri.

## Exemple
- Doki Doki Literature Club! (2017)